# ᴀ̨
Cette page contient des caractères spéciaux ou non latins. S’ils s’affichent mal (▯, ?, etc.), consultez la page d’aide Unicode.
La petite capitale A ogonek, ᴀ̨, est un graphème utilisé dans la transcription d’Edward Sapir. Il s’agit de la lettre petite capitale A diacritée d’un ogonek.

## Utilisation
Edward Sapir a utilisé la petite capitale A ogonek pour transcrire une voyelle mi-ouverte postérieure non arrondie nasalisée, par exemple dans la transcription étymologique de langues athapascanes dont notamment le chasta costa (en) en 1914.

## Représentations informatiques
La petite capitale A ogonek peut être représenté avec les caractères Unicode suivants :
- décomposé (Latin étendu – extensions phonétiques, Diacritiques) :

| formes    | représentations | chaînes de caractères | points de code | descriptions                                                 |
| --------- | --------------- | --------------------- | -------------- | ------------------------------------------------------------ |
| minuscule | ᴀ̨               | ᴀ◌̨                    | U+1D00 U+0328  | lettre minuscule latine petite capitale a diacritique ogonek |